# Aegosomatini
Tribu
Les Aegosomatini Thomson, 1860 forment une tribu d'insectes coléoptères cérambycidés de la sous-famille des Prioninae.

## Morphologie
Les Aegosomatini sont aisément reconnaissables parmi les Prioninae avec leur prothorax en forme de cloche, très rarement fourni d'épines, et avec leur troisième article des antennes très allongé. Les élytres sont souvent parcourues par deux ou trois côtes longitudinales.

## Distribution
Les Aegosomatini sont répandus surtout en Asie, avec quelques espèces aussi dans l'Océan Indien et à Madagascar. Seul le genre Aegosoma, avec une seule espèce, est répandu en Europe,:

## Taxonomie
- genre Aegolipton
  - Aegolipton marginale
- genre Aegosoma Audinet-Serville, 1832
  - Aegosoma giganteum
  - Aegosoma hainanense
  - Aegosoma katsurai
  - Aegosoma ornaticolle
  - Aegosoma scabricorne Scopoli, 1763
  - Aegosoma sinicum sinicum
- genre Baralipton
  - Baralipton maculosum
  - Baralipton severini
- genre Cyanolipton
  - Cyanolipton metallicum
- genre Megopis
  - Megopis mutica
- genre Nepiodes
  - Nepiodes costipennis
- genre Palaeomegopis
  - Palaeomegopis lameerei
- genre Spinimegopis
  - Spinimegopis buckleyi
  - Spinimegopis delahayei
  - Spinimegopis malasiaca
  - Spinimegopis nipponica
- genre Vietetropis
  - Vietetropis viridis